# A Farewell to Arms (1932)
A Farewell to Arms (bra: Adeus às Armas; prt: O Adeus às Armas) é um filme estadunidense de 1932, do gênero drama de guerra, dirigido por Frank Borzage, com aclamadas atuações dos astros Gary Cooper e Helen Hayes. 
Trata-se da primeira adaptação de um romance de Ernest Hemingway para o cinema. Indicado a quatro prêmios Oscar, ganhou nas categorias Gravação de Som e Fotografia. Por imposição da Paramount Pictures, o filme tem final feliz, diferentemente do que acontece no livro, mas isso foi corrigido na reprise, em 1948. Foi refilmado duas vezes: em 1951 (com o título de Force of Arms) e em 1957.

## Sinopse
Estamos na Itália, durante a Primeira Guerra Mundial. O Tenente Frederic Henry, um americano motorista de ambulância, e a enfermeira inglesa da Cruz Vermelha, Catherine Barkley, conhecem-se e se apaixonam. No entanto, o Major Rinaldi, amigo de Frederic, com inveja dos dois, consegue transferir Catherine para Milão. Ao ser ferido, o Tenente vai parar exatamente no hospital onde Catherine trabalha. Eles reatam o romance, mas logo Frederic tem de voltar para a frente de batalha. Catherine lhe envia cartas, porém o Major Rinaldi não permite que elas encontrem seu destino, o que faz com que Catherine conclua que Frederic já a esqueceu. Quando o Armistício se aproxima, Frederic parte à procura dela.

## Elenco
| Ator/Atriz        | Personagem             |
| ----------------- | ---------------------- |
| Helen Hayes       | Catherine Barkley      |
| Gary Cooper       | Tenente Frederic Henry |
| Adolphe Menjou    | Major Rinaldi          |
| Mary Plilips      | Helen Ferguson         |
| Jack La Rue       | Pastor                 |
| Blanche Friderici | Enfermeira-chefe       |
| Gilbert Emery     | Major britânico        |
| Henry Armetta     | Bonello                |
| Tom Ricketts      | Conde Greffi           |
| Mary Forbes       | Miss Van Campen        |

## Principais prêmios e indicações
| Prêmio                   | Categoria(s) Indicada(s)                                              | Categoria(s) Premiada(s)                 |
| ------------------------ | --------------------------------------------------------------------- | ---------------------------------------- |
| Oscar (1932-1933)        | Melhor Filme Melhor Fotografia Melhor Direção de Arte Gravação de Som | Melhor Fotografia Melhor Gravação de Som |
| Film Daily               |                                                                       | 10 Melhores Filmes de 1932               |
| National Board of Review | Melhor Filme                                                          | ---                                      |